# 천년지애
《천년지애》(千年之愛)는 SBS TV에서 2003년 3월 22일부터 2003년 5월 25일까지 방영된 SBS 주말 특별기획 드라마이며, 타임슬립을 소재로 한 드라마이다.
한편, 높은 시청률로 큰 인기를 얻었지만, 첫 주연을 맡은 성유리의 연기력 부족이 논란이 되었다. 마지막회인 20회에서 전국시청률 28.2%(닐슨미디어)를 기록했다.

## 등장 인물

### 주요 인물
- 성유리 : 부여주 역 - 남부여 공주
- 소지섭 : 귀실 아리 / 강인철 역
- 김남진 : 김유석 / 후지와라 타쓰지 역

### 주변 인물
- 김사랑 : 금화 / 고은비 역
- 이선균 : 이혁 역 - 강인철의 친구
- 이기영 : 김춘추 역
- 정준하 : 정 부장 역 - 김춘추의 부하
- 오정태 : 쭈글이 역 - 김춘추의 부하
- 양택조 : 이케다 / 타쓰지의 집사 역
- 김보연 : 찌에꼬 역 - 타쓰지의 어머니
- 이한갈 : 찌에꼬의 부하 역
- 이창훈 : 김춘배 역
- 이미영 : 채 여사 역 - 고은비의 어머니
- 박칠용 : 고봉수 역 - 고은비의 아버지
- 임채무 : 엄 박사 역
- 권기선 : 김순자 역 - 엄 박사의 아내
- 한태윤 : 숙희 역 - 엄 박사와 김순자의 딸
- 김태연 : 여랑 역
- 하주희 : 준코 역 - 타쓰지의 전 애인
- 오주이 : 부여공주의 시녀 역

### 그 외 인물
- 박형선 : 휴대폰회사 여직원 역
- 이다희 : 다방녀 역
- 이병준 : 나이트 클럽의 사장 역
- 한춘일 : 전당포 주인 역
- 김태영 : 호텔 직원 역
- 이주희 : 박물관 큐레이터 역
- 최진호 : 사진사 역
- 김하균 : 디자이너 장 사장 역
- 이승철
- 원숙희
- 정성화
- 최은숙
- 고서령
- 서범식
- 최재형
- 김형범
- 김동균
- 백승욱
- 장은비
- 김희정
- 배슬기

## 특이 사항
- 2003년 3월 29일 - 6시 50분부터 축구 국가대표 평가전 <한국 VS 콜롬비아> 중계 편성에 따라[3] 밤 10시 30분으로 이동했으며 SBS 8 뉴스는 8시 55분, 흐르는 강물처럼은 9시 30분, 그것이 알고싶다는 밤 11시 35분, <사랑과 이별>은 밤 12시 35분으로 이동했다.
- 2003년 4월 5일 - 7시부터 축구 올림픽 대표 평가전 <한국 VS 코스타리카> 중계 편성에 따라[4] 하루만 10시 40분으로 시간대를 옮겼으며 8 뉴스는 8시 55분, 흐르는 강물처럼은 9시 40분, 그것이 알고싶다는 밤 11시 45분, <사랑과 이별>은 밤 12시 45분, <진기록 팡팡팡>은 오후 5시, 솔로몬의 선택은 5시 50분으로 이동했다.

## 수상 경력
- 2003년 SBS 연기대상 특별기획 부문 여자연기상, 10대 스타상 성유리
- 2003년 SBS 연기대상 특별기획 부문 남자연기상, 10대 스타상 소지섭
- 2003년 SBS 연기대상 뉴스타상 김남진